# Toyen
Toyen, vlastním jménem Marie Čermínová (21. září 1902 Smíchov – 9. listopadu 1980 Paříž), byla česko-francouzská malířka, jedna z představitelek evropského surrealismu. Je významnou osobností české kultury, ačkoliv většinu života prožila v Paříži. Patří mezi nejvýznamnější a nejsvobodnější tvůrčí osobnosti umělecké avantgardy první poloviny 20. století.

## Biografie

### Dětství a dospívání
Narodila se 21. září 1902 na Smíchově u Prahy (dnes součást Prahy) v rodině poštovního pomocníka Václava Čermína (* 1870). Matka Marie (rozená Jedličková) se narodila roku 1868, starší sestra Zdeňka roku 1896. O dětství a dospívání Toyen je toho známo málo, „třebaže žila se svou starší sestrou na Smíchově, prohlašovala, že žádnou rodinu nikdy neměla a nemá“. V 16 letech odešla z domova a živila se na Žižkově jako dělnice při výrobě mýdla. V letech 1919–1922 studovala na Uměleckoprůmyslové škole dekorativní malbu u Emanuela Dítěte ml.

### Toyen, Štyrský a Devětsil
Velmi významné se pro ni stalo celoživotní přátelství s malířem, spisovatelem a fotografem Jindřichem Štyrským (1899–1942). Seznámili se na ostrově Korčula v létě roku 1922 a jako umělecká dvojice úzce spolupracovali. Společně se připojili k avantgardnímu sdružení mladé české generace, k Uměleckému svazu Devětsil. Roku 1925 odjeli společně do Paříže, kde následujícího roku vyhlásili vlastní směr – artificialismus, který představoval originální alternativu k surrealismu a abstrakci.
V roce 1929 krátce provozovala s Josefem Hášou a Jindřichem Štyrským módní ateliér a studio „Togo“, který se nacházel v obchodním domě U Nováků. Pomocí stříkací pistole, kterou zakoupil Háša, a barev „DEKA“ vyráběli umělci kravaty, šátky, šály, dámské prádlo a další módní zboží s motivy svých děl. Upoutávka na tento ateliér vyšla v časopise Domov dne 4. května 1929. Práce s rozprašovanými barvami však zhoršila Štyrského zdravotní stav a po uzdravení se do ateliéru již nevrátil a nastoupil jako redaktor časopisu Odeon. Z krátkého působení tohoto ateliéru pochází i známý dvojportrét Toyen a Štyrského v ochranných maskách.
Byla také členkou Spolku výtvarných umělců Mánes a surrealistické skupiny kolem André Bretona a Paula Eluarda, se kterými se Toyen a Štyrský seznámili v Paříži. Po návratu z Paříže se v roce 1934 stali zakládajícími členy Skupiny surrealistů v ČSR (společně také s Bohuslavem Broukem, Karlem Teigem, Vincencem Makovským, či Vítězslavem Nezvalem aj.). Blízcí si byli i s Jaroslavem Seifertem, který o ní obdivně psal ve svých vzpomínkách, a Adolfem Hoffmeisterem – viz níže.

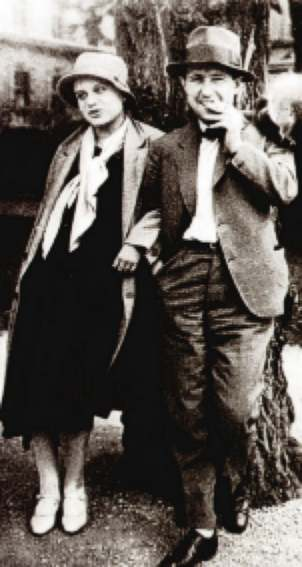
Toyen a Karel Teige (1925)
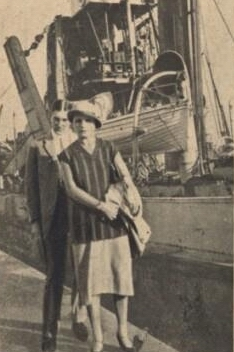
Štyrský a Toyen v Bretani, 1928
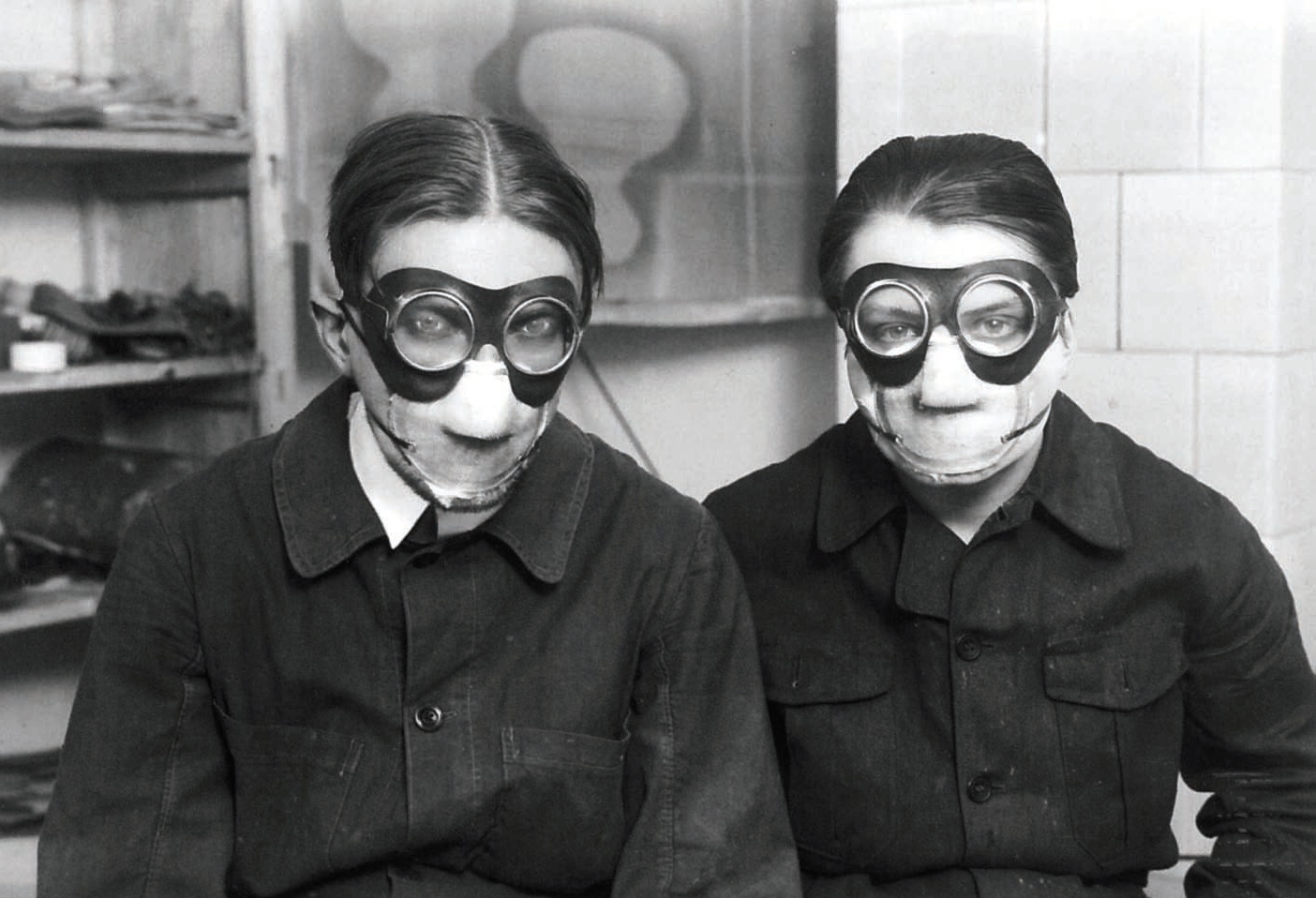
Malíři Štyrský a Toyen v maskách při práci s „Deka“ barvami, 1929 (původní titulek)
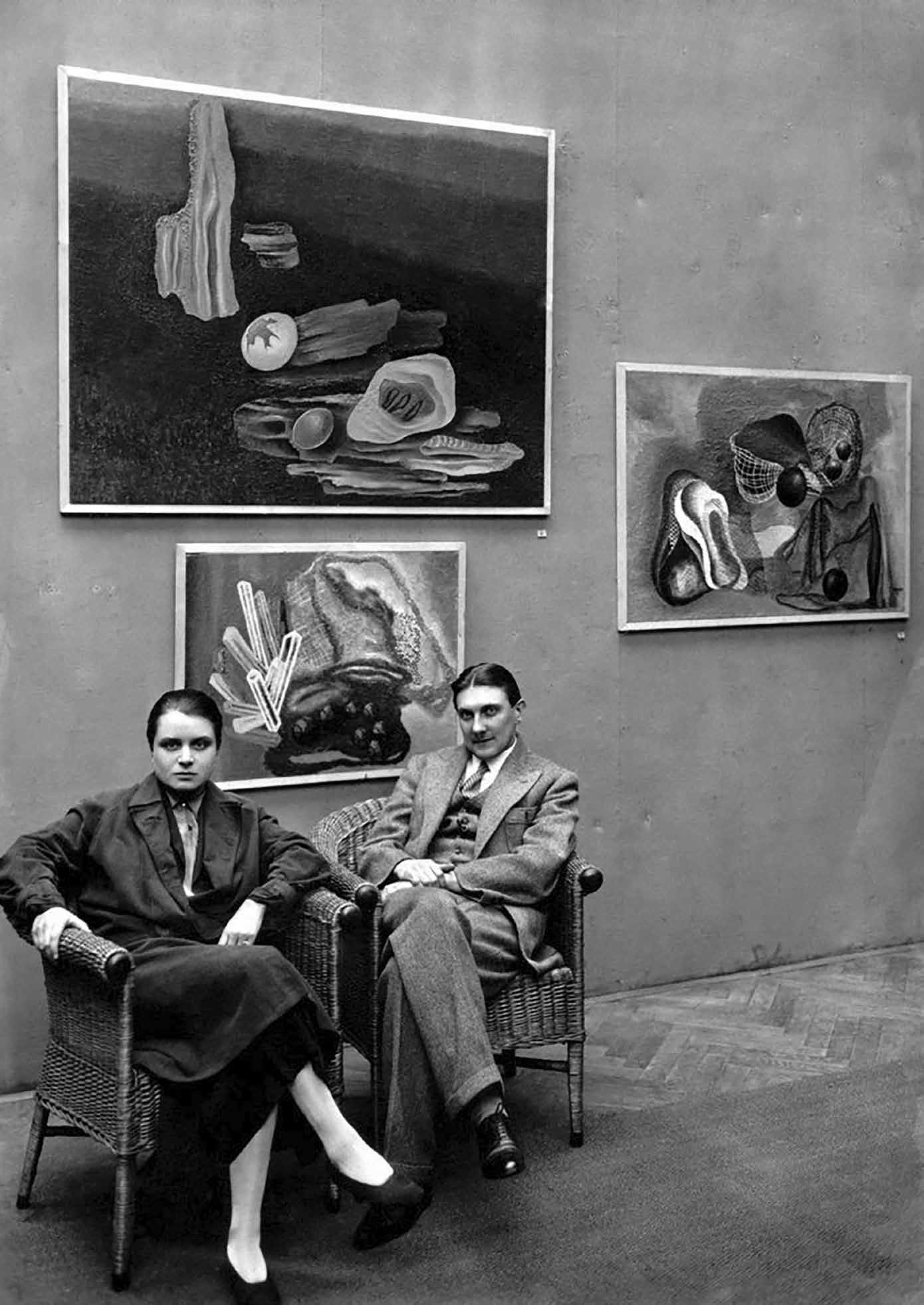
Toyen a Jindřich Štyrský na společné výstavě v Alšově síni Umělecké besedy v Praze, listopad 1931

### Za okupace
Během nacistické okupace, kdy byl surrealismus považován za zvrhlé umění, nemohla být díla surrealistů vydávána. Jindřich Štyrský v průběhu okupace zemřel (21. 3. 1942), Jaroslav Ježek emigroval, někteří členové surrealistické skupiny se od surrealismu odvrátili. Toyen se stáhla do ústraní. Po vyhlášení platnosti Norimberských zákonů na území protektorátu se v bytě Toyen v pražské Krásově ulici ukrýval surrealista Jindřich Heisler (1914–1953), který byl židovského původu.

### Po druhé světové válce
Po válce Toyen mohla zase vystoupit na veřejnost a krátce vystavovala. Na jaře roku 1947 spolu s Jindřichem Heislerem opustila Československo v předtuše blížícího se komunistického puče. Odstěhovala veškeré své dílo a odjela do Paříže již natrvalo. Navázala na své předválečné kontakty – dobře se znala s hlavními představiteli surrealismu André Bretonem a Benjaminem Péretem. Vybudovat novou existenci jí pomohl mj. Ferdinand Peroutka.
Toyen na svou vlast nezapomněla, jak dokazuje např. cyklus obrazů Pražská domovní znamení. Její tvorba si uchovala specifický a originální ráz, nadále byla vyhledávanou ilustrátorkou a účastnila se řady kolektivních i samostatných výstav. V posledním desetiletí života se však stávala stále osamělejší. Těžce nesla rozpuštění pařížské surrealistické skupiny v roce 1969. Její přátelé postupně opouštěli tento svět. Bližší kontakt udržovala zejména s chorvatským básníkem Radovanem Ivšićem (1921–2009), který stárnoucí umělkyni pomáhal s výstavami a v roce 1973 připravil v pařížské galerii a knihkupectví Les Mains Libres výstavu věnovanou knižnímu dílu Toyen.
Toyen zemřela 9. listopadu 1980 v Paříži. Do posledních dnů se snažila pracovat. Pohřeb se konal za účasti nejbližších přátel na pařížském hřbitově cimetière des Batignolles, kde jsou pohřbeni i její přátelé André Breton a Benjamin Péret. Československý tisk její úmrtí přešel mlčením. Umělecká pozůstalost byla rozprodána ve třech aukcích.

### Pseudonym Toyen
Historie české avantgardy je především oborem působnosti mužů. Zatímco řada pozoruhodných umělkyň pracovala v oblasti dekorativního umění, oblasti takzvaného vysokého umění, včetně malířství a sochařství, byly téměř výhradně doménou mužů. Toyen byla jedinou plně respektovanou členkou ženského pohlaví předválečné české avantgardy.
Toyen protestovala proti měšťáckým konvencím příklonem k anarchistickému hnutí, protestovala proti rodinným, společenským a kulturním autoritám, popřela tradiční „ženskou roli“ a chodila netradičně navzdory tehdejším konvencím (podobně jako třeba Marlene Dietrich) oblečená jako muž, ve smokingu a s motýlkem u krku, ostříhána nakrátko; mluvila o sobě v mužském rodě. „Právě tak jako neměla v lásce své vlastní příjmení, neměla ráda ani svůj ženský rod. Hovořila jen v rodě mužském. Bylo nám to zprvu trochu nezvyklé a groteskní, ale časem jsme si zvykli.“ – Jaroslav Seifert
V roce 1922 se vzdala svého dívčího jména, od té doby jí s výjimkou několika blízkých přátel, kteří ji oslovovali familiérním „Manko“, nikdo neřekl jinak než Toyen. Pseudonym Toyen pro ni – podle svého tvrzení – vymyslel Jaroslav Seifert, který ji potkával, když chodila z dílny na mýdlo na Husově třídě na Žižkově (dnešní Husitská), byla oblečená do pánských dělnických kalhot, vesty a čepice. Pak ji potkal po několika letech a vymyslel jí pseudonym Toyen, který bezmyšlenkovitě napsal na ubrousek v Národní kavárně:
| „                  | Marie Čermínová nás dlouho žádala, abychom pro ni vymyslili s Nezvalem nějaký vhodný pseudonym. Napadlo nás asi tucet jmen, žádné se jí však nelíbilo. Nám ostatně také ne. Až jednou. Seděl jsem s Mankou sám v Národní kavárně a Manka měla před výstavou. A nechtěla za nic vystavovat pod svým jménem. Když na chvíli odešla pro nějaký časopis, napsal jsem na ubrousek velkými písmeny TOYEN. Když si jméno po svém návratu přečetla, bez rozmýšlení je přijala a nosí je podnes; nikdo ji jinak neosloví a její pravé jméno je patrně jen na cestovním pase, který už je dávno neplatný. | “ |
| — Jaroslav Seifert | |   |

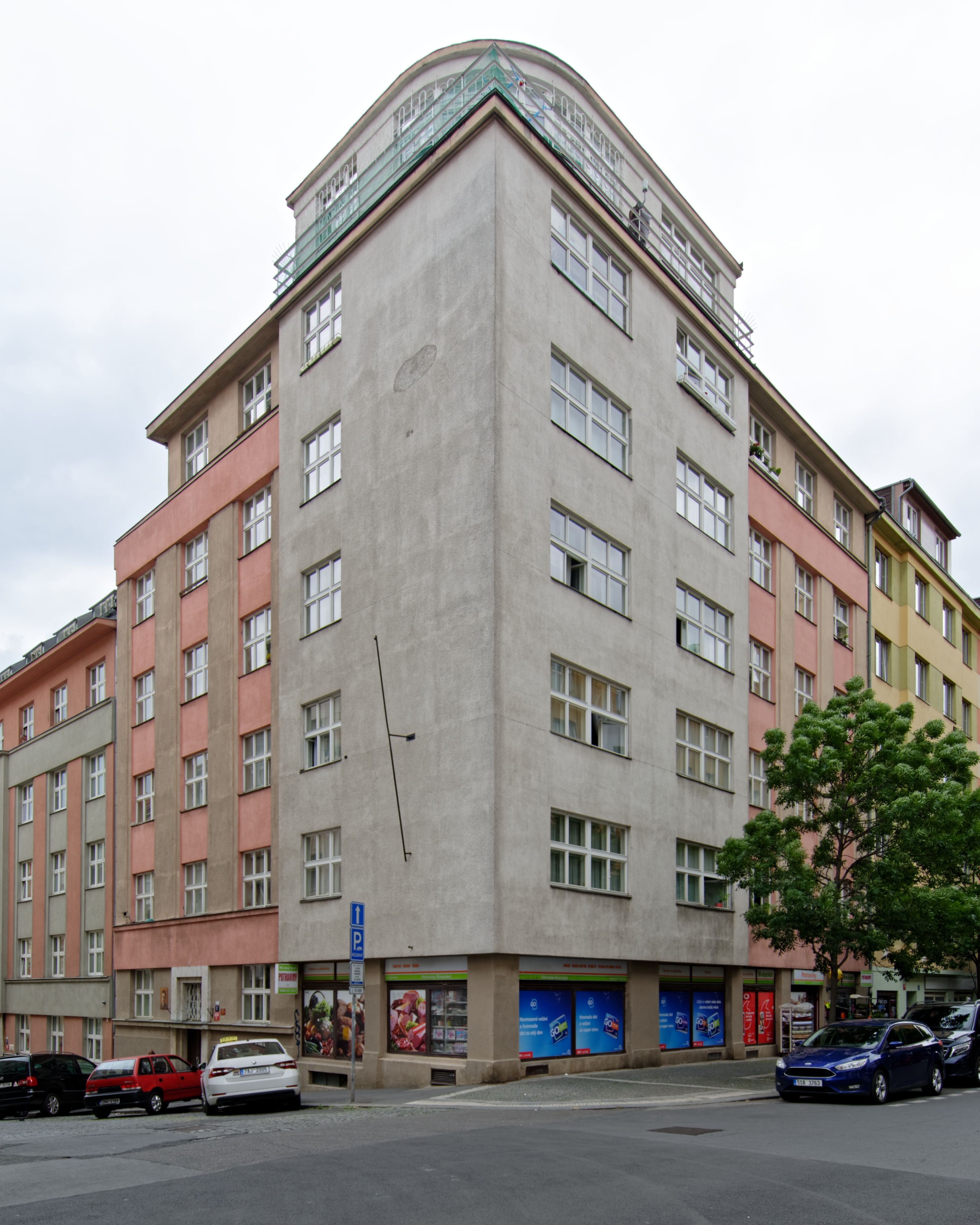
Dům v Krásově ulici čp.1834/ 2 v Praze na Žižkově, kde Toyen žila v letech 1940–1945

„Sbohem. Já jsem malíř smutnej, loučila se Toyen se svými přáteli uprostřed noci na pražské ulici“ – Jaroslav Seifert
V literatuře existují i jiné výklady. Občas je pseudonym Toyen spojován s francouzským pojmem citoyen (občan). Bohuslav Brouk interpretoval Toyen jako anagram věty „to je on“.
Adolf Hoffmeister nakreslil v roce 1930 karikaturu Ten-Ta-To-yen pro Rozpravy Aventina, ve které se k pseudonymu úsměvně vyjadřuje.

### Adresy pobytu, pamětní desky a pomníky
- 1902: Vltavská čp. 667/11, Praha 5 – Smíchov, zde se 21. září 1902 narodila.
- 1940–1945: Krásova čp. 1834/2, Praha 3 – Žižkov, zde žila během nacistické okupace. Dne 10. září 2019 byla na fasádě domu odhalena pamětní deska, kterou vytvořil undergroundový malíř Martin Frinda. Deska je z hrubého plechu, je na ní vyobrazena tvář malířky, kterou překrývá nápis na tomto místě / v létech 1940–1945/ žila / tvořila / a milovala / toyen / marie čermínová / zde také ukrývala / mladého židovského básníka / jindřicha / heislera. Text je ve stylu písma starých psacích strojů a nedokonalé, mírně rozhozené písmo připomíná protektorátní dobu. Svým odvážným činem Jindřicha Heislera uchránila před koncentračním táborem. V malém bytě u ní přespával ve vaně.[12][13]

## Dílo
Na počátku tvorby vycházela Toyen z puristicky modifikovaného kubismu, který později opustila, aby namalovala sérii naivních básnických obrazů, inspirovaných díly nedělních malířů a poetickou atmosférou Devětsilu. Obrazy Toyen se po odjezdu do Paříže a pod vlivem artificialismu změnily v křehká, pavučinově jemná díla, stavěná podle vlasových křivek, tlumených přísvitů a kouřových clon, které byly v dalších letech nahrazeny syrovými, těžkými pastami, nepravidelně členěnými strukturálními plochami, konkretizovanými jen metaforickým názvem obrazu. Na počátku 30. let 20. století se z plošné bezpředmětné barevné struktury začaly vydělovat plastické novotvary a záhadné objekty (mušle, vejce, krystaly, oční bulvy). Tímto obdobím imaginárních krajin se uzavřela vývojová dráha artificialismu a zároveň se zde připravil přechod k surrealismu. 

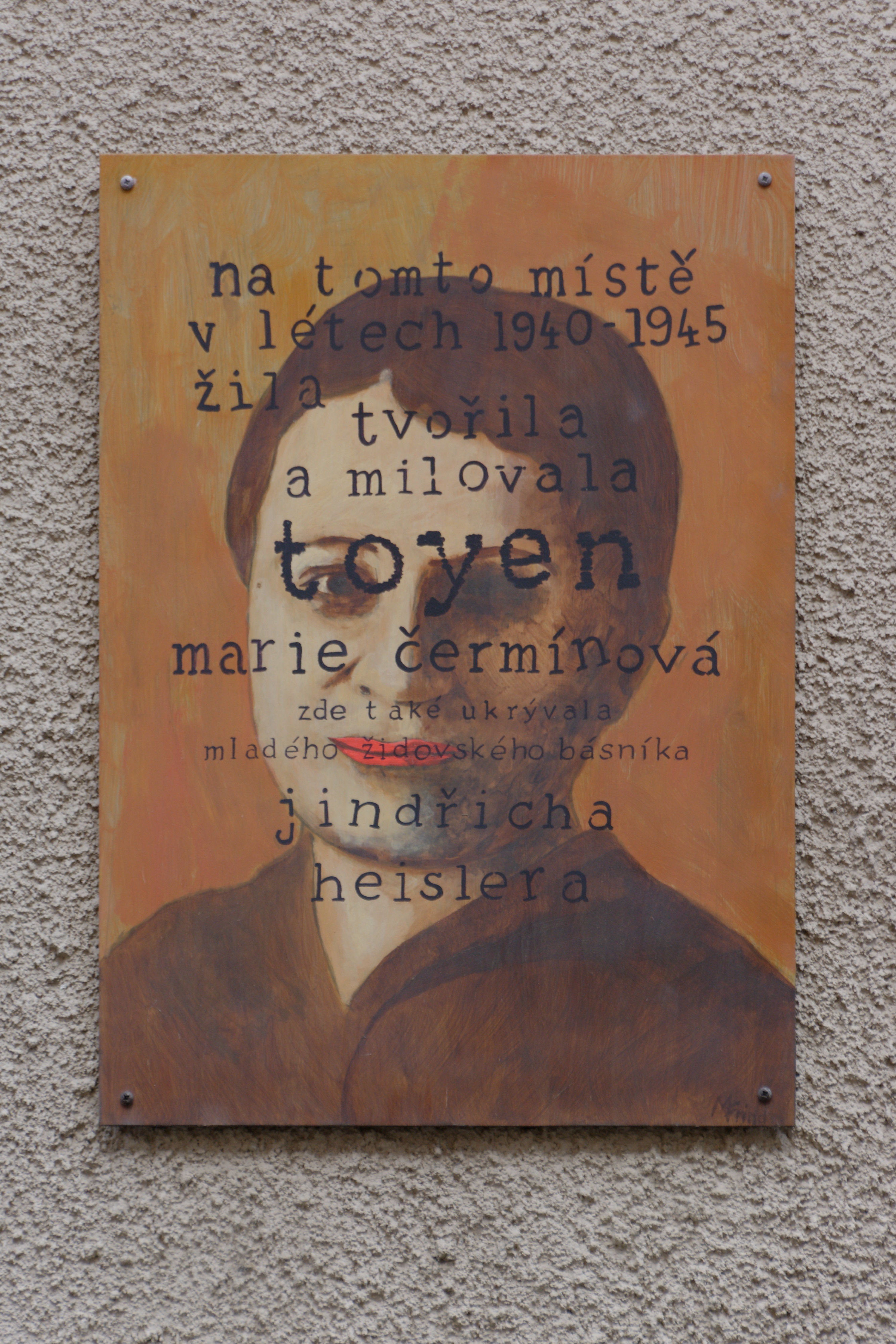
Pamětní deska na domě Krásova 2, Praha 3-Žižkov

V prvních surrealistických dílech Toyen nalézáme jednak neurčitě definované objekty, jednak iluzivně zpodobněné reálné předměty, které zapojením do neskutečného prostředí nabývají nových symbolických významů. Je však důležité zmínit, že účast Toyen v mezinárodním surrealistickém hnutí byla více než umělecká. Stejně jako většina ostatních umělců chápala surrealismus jako hybnou sílu představivosti a sociálního a politického pokroku. Mnoho jejích obrazů z druhé poloviny třicátých let mělo silný politický podtext a její anti-válečné střetnutí vyvrcholilo v několika cyklech výkresů. V destruktivních vidinách kresebného cyklu Přízraky pouště se poprvé projevila její agresivní imaginace, jejíž útočnost a zároveň bezmezná zoufalost se ještě vystupňovala ve válečných dílech, jako jsou cykly Střelnice a Schovej se válko!. Ty evokují hrůzy 2. světové války, promítnuté v prvním případě do nevinného světa dětských her a zmrzačených hraček, ve druhém případě do světa opuštěných věcí devastovaných válkou, do prázdných klecí a monstrózních skeletů. V Paříži pokračovala Toyen ještě nějaký čas v rozvíjení metody magického realismu, s nímž se rozloučila až na počátku 50. let. V posledním období, začínajícím před polovinou 50. let, se Toyen ponořila do hlubokého prostoru noci, do matoucího prostoru snů, halucinací a prchavých přeludů, které se promítly do fascinujících hádankovitých obrazů, nabitých silným erotickým potenciálem.

### Artificialismus
V Paříži vytvořili Toyen a Štyrský nový umělecký směr – artificialismus. V manifestu tohoto směru, zveřejněném v časopise Red, vyšli z teorie poetismu, když artificialismus prohlásili za ztotožnění malíře a básníka a odmítli kubismus. Doslova uvedli: „Kubismus otáčel realitou, místo aby uvedl v pohyb imaginaci.(…) Artificialismus přichází s obrácenou perspektivou. Nechávaje realitu v klidu, usiluje o maximum imaginativnosti." Artificiální obrazy Toyen představovaly plochy s lineárními prvky a křivkami, tlumenými přísvity a neurčitými texturami. Názvy obrazů Toyen a Štyrského inspirovaly Vítězslava Nezvala, jenž jim ve své sbírce Hra v kostky věnoval několik básní.

### Surrealismus v tvorbě Toyen
Pro Toyen bylo malování přirozenou vnitřní potřebou, oproštěnou od jakékoli ctižádostivosti. Sama se nikde neprosazovala, nepřizpůsobovala se požadavkům galeristů a výtvarných kritiků. Své samostatné výstavy obvykle pojímala jako manifestaci přátelství se surrealistickými básníky, kteří pro ni psali verše či texty do originálně upravených katalogů. Přestože život a dílo Toyen velmi přispělo k historii feministického umění a umělecké kritiky, Toyen nikdy otevřeně nevyjádřila své sympatie nebo podporu feminismu, stejně tak jako nikdy otevřeně nehovořila o své sexuální orientaci. Je však považována za průkopnici ženského umění, jako umělkyně, která reprezentuje a mění ženskou sexualitu, touhy a identitu, zároveň představila radikálně nový pohled na to, jak mohou ženy vnímat, přemýšlet a rozumět samy sobě v moderním světě.
Rok 1934, kdy Toyen podepsala prohlášení o založení Surrealistické skupiny v Československu, znamenal definitivní zlom v její práci. Poetika a politika surrealismu ovlivnila umělkyni do konce jejího života. Byla fascinována symbolismem surrealistů odhalujícím skryté nebo potlačené libido a sexuální touhy, který pomáhal budovat její představivost. Její obrazy a kresby jsou plné strašidel, fantomů, snových objektů, ale mají také silný erotický akcent. Častý je motiv rozbité panenky, oka, oděvu bez těla, částí těla či kostry nebo dravce.

#### Erotické motivy
Toyen je též známa svým oblíbeným a svobodným zobrazováním erotických motivů a erotickým humorem v tvorbě, zachycovala i tabuizované sexuální praktiky. V jejím díle figuruje otevřená sexualita, vzácně i homosexualita. Názory o její homosexuální orientaci je nutno ovšem považovat za nepodložené.
K erotickým tématům přistupovala Toyen rozdílně podle toho, jednalo-li se o knižní ilustrace nebo tisky pro úzký okruh osob (v druhém případě byla tvorba otevřenější, včetně detailních vyobrazení pohlavních orgánů). Ať už se jedná o první nebo druhou skupinu, je provedení takové, že díla mají svůj půvab a pohoršení mohou vzbudit pouze obtížně.
U dráždivých erotických artefaktů Toyen nepodepisovala své ilustrace vlastním jménem či pseudonymem, většinou je zveřejňovala pod zkratkou T nebo XX.

### Příklady tvorby Toyen
artificialismus
- Fata morgana, 1926

surrealismus
- Dvě lesbičky, 1932
- Přízraky pouště, 1937
- Ranní setkání, 1937
- cyklus Střelnice, 1940
- cyklus Schovej se, válko, 1944

### Knižní ilustrace
Důležité místo v tvorbě Toyen zaujímá knižní tvorba; celkem vytvořila na 500 knižních obálek. Společně se Štyrským začala pracovat na návrzích obalů knih, z nichž většina byla pro jedno z nejvíce inovativních českých nakladatelství té doby – Odeon, dále pracovala pro nakladatelství Melantrich, Rudolf Škeřík a další. Mezi autory, jejichž knihy jsou navrženy dle Toyen v druhé polovině roku 1920, byli čeští spisovatelé a kritici, jako je Jaroslav Seifert, Vítězslav Nezval, Jindřich Honzl, nebo Karel Schulz. Jejich knižní design obvykle sestával z kombinace fotomontáže a abstraktní roviny.
Knihy též ilustrovala (např.: Vítězslav Nezval: Anička skřítek a Slaměný Hubert, 1936). Pro některé knihy navrhovala vazbu (zlacená ražba) a frontispisy (edice Symposion Rudolfa Škeříka)
Po emigraci do Francie se knižní tvorbě přestala věnovat.

### Aukce obrazů
Olej nazvaný Vidím, že má bílá stránka zezelenala, který pochází z pařížského období Toyen, se prodal 8. 5. 2022 za 28,5 milionů korun. Název obrazu byl použit i na parte malířky. Nejdráže prodaným obrazem je obraz Cirkus z 20. let minulého století, který se v dubnu 2021 prodal za 79,56 milionu korun.

### Monografie a katalogy výstav
- Katalog výstavy obrazů Štyrského a Toyen v Alšově síni Umělecké besedy (1931, Praha)
- Katalog výstavy obrazů a kreseb Štyrského a Toyen – Jaroslav B. Svrčekl (1932, Krásná jizba Praha)
- Toyen – Vítězslav Nezval (1938, Praha)
- Toyen – André Breton, Jindřich Heisler, Benjamin Péret, (1953, Editions Sokolova, Paříž)
- Toyen – Radovan Ivšić (1974, Editions Filipacchi, Paříž)
- Toyen: En surrealistisk visionar – Ragnor von Holten (1984, Lindfors Forlag, Koping)
- Toyen: Das malerische werk – Rita Bischof, (1987, Verlag Neue Kritik, Frankfurt nad Mohanem)
- Exposition Toyen – André Breton (1947, Galerie Denise Rene, Paříž)
- Toyen – André Breton a spoluautoři (1958, Galerie Furstenberg, Paříž)
- Toyen – Ragnor von Holten (1985, Modern Musreet, Stockholm)
- Musée national d'art moderne, Strysky, Toyen, Heisler (1982, Centre Georges Pompidou, Paříž)
- Toyen – Karel Srp, spolupráce Lenka Bydžovská (2000, Galerie hl. města Prahy, nakladatelství Argo Praha).
- L'Univers de Toyen, collages, assamblages. Paris 2003
- BYDŽOVSKÁ, Lenka; SRP, Karel. Knihy s Toyen. Praha: Akropolis, 2003. 118 s. ISBN 80-7304-030-1.

## Výstavy
- Jindřich Štyrský a Toyen (1931, výstava v Alšově síni Umělecké besedy)[19]
- Kresby Jindřicha Štyrského a Toyen (1933, Krásná jizba)[20]
- Kresby a oleje Jindřicha Štyrského a Toyen (1934, Moravská Ostrava)[21]
- Jindřich Štyrský a Toyen (1938, Topičův salon)[22]
- České umění 20. století – stálá expozice ze sbírky Galerie hl. města Prahy, Toyen, J. Šíma, J. Zrzavý, J. Kolář aj. – Dům U Zlatého prstenu, Praha 1 – Ungelt, Týnská 6
- Toyen: Snící rebelka, Valdštejnská jízdárna, Národní galerie Praha ve spolupráci s Hamburger Kunsthalle a Musée d'Art Moderne de Paris, 9. duben – 15. srpen 2021[p 4]. Kurátorky: Anna Pravdová, Annie Le Brun a Annabelle Görgen.[23]
  - 3D prohlídka výstavy, fotografie Petr Šálek

## Film
- 2005 – Toyen (umělecký filmový portrét), režie: Jan Němec

## Televize
- 2022 – Toyen, Baronka surrealismu (TV dokumentární film), režie: Andrea Sedláčková

## Připomínka
- Pamětní deska na domě čp. 1834, Krásova 2, Praha 3 – Žižkov, autor: Martin Frindl, odhaleno 10. září 2019.
- Jméno Toyen nese v Praze 5 ulice v nově budované čtvrti Smíchov City, příčná mezi ulicemi Albrightové a Vackové.[24]